# Смірновіела редукована
Смірновіела редукована (Sergiosmirnovia reducta) — вид ракоподібних.
Занесено до Червоної книги України.

## Морфологічні ознаки
Загальна довжина самиці без апікальних щетинок фуркальних гілок 617–888 мкм. Характерним для роду є дуже клиноподібний передній край синцефалона, видовжене струнке тіло, також видовжені яйцеві мішки, модифіковані олігомеризовані максили та інші ротові кінцівки. Унікальною ознакою роду Sergiosmirnovia є наявність одночленикової лише з двома щетинками максилипеди (замість 2–3-членикової, озброєної 6–8 щетинками).

## Поширення
Вид виявлений в Дніпровсько-Бузькому лимані. Чисельність виду незначна. 

## Особливості біології
Населяє прісні або солонуваті водойми. Вид, можливо, має паразитичний або коменсальний спосіб живлення на відміну від звичайного для всіх груп циклопід збирального типу живлення. 

## Загрози та охорона
Занесений до Червоної книги Чорного моря. 